# Kapilavastu
Kapilavastu és una ciutat de l'antic clan de Shakya que és considerada un lloc de pelegrinatge religiós pels budistes. És a prop de Lumbini, lloc de naixement de Buda. S'han fet, durant anys, excavacions i recerques per part de nombrosos equips internacionals que han conclòs que Kapilavastu és al Nepal però el lloc exacte encara està sotmès a debat. L'emplaçament tradicional del naixement de Buda és a Piprâwâ a l'Índia.
El rei de Koshala, Virûdhaka, hauria destruït la ciutat de Kapilavastu en vida de Buda.
La UNESCO ha declarat Kapilavastu Patrimoni de la Humanitat.
La recerca del lloc de naixement de Buda segons els relats deixats per Xuanzang i Faxian ha implicat diversos llocs en el segle xix. Tradicionalment es creia que Kapilavastu era al lloc avui ocupat per Bhuila Dih al districte de Basti a les Províncies Unides però una anàlisi més acurada dels escrits dels peregrins xinesos i la identificació d'altres llocs van començar a portar dubtes sobre això. El 1895 es va trobar una inscripció a un pilar a Nigliva, al país Terai al Nepal a 50 km al nord-oest d'Uska Bazar, que recordava la visita d'Asoka a l'stupa de Konagamana, edifici que és descrit per la literatura budista com a proper a Kapilavastu, la qual cosa va permetre fixar-ne el lloc. No obstant això, investigacions posteriors no van poder trobar cap resta d'stupa en el lloc i rodalia, i el pilar tampoc era a la seva posició original. El 1896 un altre pilar es va trobar a 2 km al nord del poble de Paderia al Nepal, i a 4 km al nord de l'estació de Bhagwanpur al Nepal. La inscripció mostrava que havia estat aixecat per Asoka al jardí de Lumbini per marcar el lloc de naixement de Buda. Els llibres sagrats deixaven constància que Buda havia nascut als jardins de Lumbini, prop de Kapilavastu, i el lloc encara era anomenat Rummin-dei, mentre que un temple hinduista al lloc contenia representacions dels miracles del naixement de Buda. El mateix pilar estava partit pel mig, coincidint amb la informació del pelegrí Xuan Zang, que diu que al segle vii el pilar fou afectat per un llamp i partit. A l'entorn hi ha diverses restes d'edificis si bé el lloc exacte de Kapilavastu no es pot precisar, però no pot ser gaire lluny de Paderia. Les discordances entre els relats dels pelegrins xinesos en fan difícil la identificació exacta. Kapilavastu ja estava deshabitada al segle VII.

## Tilaurakot
Tilaurakot és una ciutadella que envolta el regne Kapilvastu, fundat pel pare de Buda, Śuddhodana, que era el cap de la nació Shakya, una de les antigues tribus de l'estat de Koshala ("kot" en la paraula Tilaurakot vol dir fortalesa). Tilaurakot és a 25 km de Lumbini, on va viure Buda, en qualitat de príncep, fins als 29 anys (segons la tradició).

### Galeria de Kapilavastu (Tilaurakot)

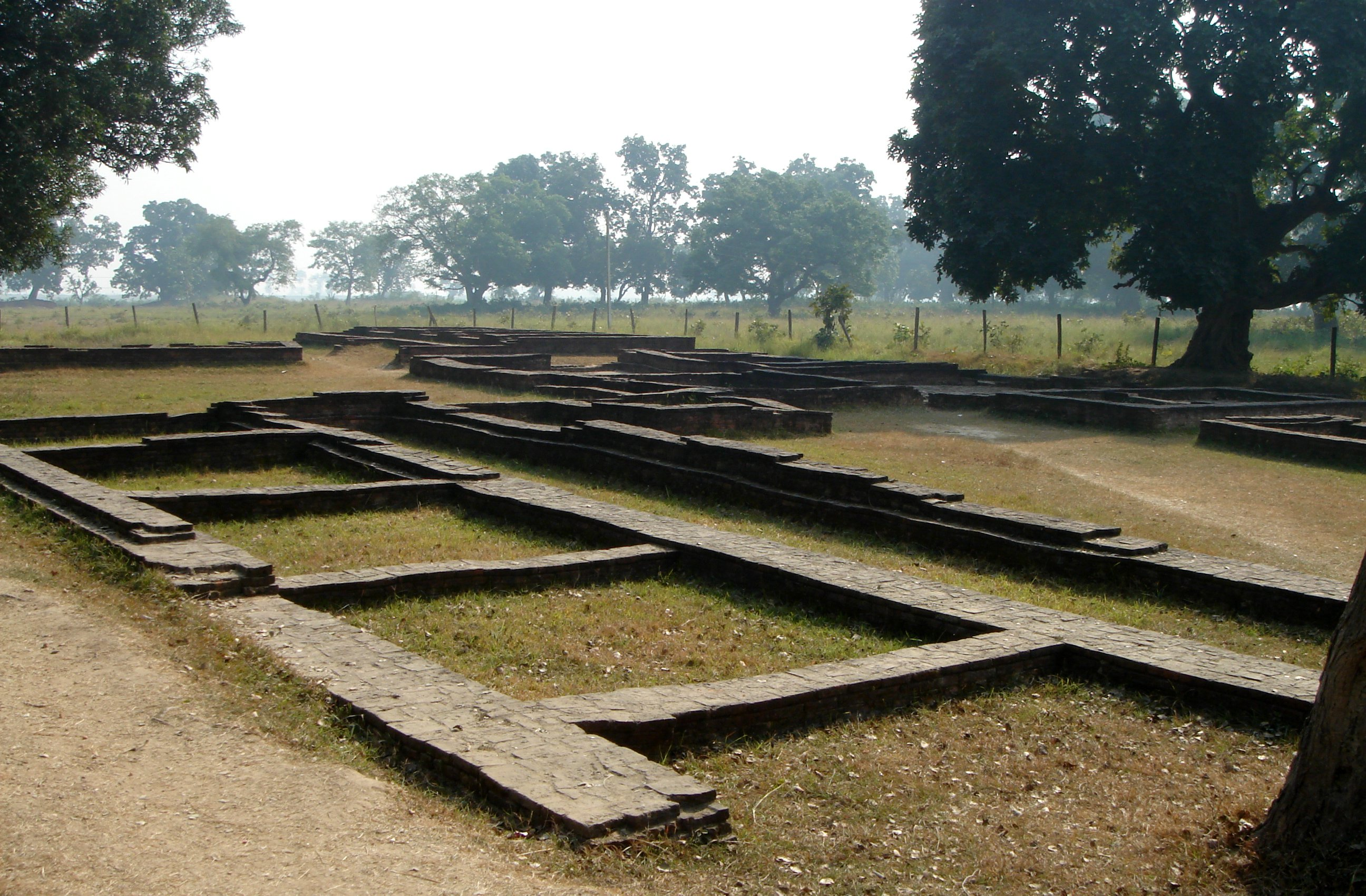
Restes del palau? de Kapilavastu, Nepal.
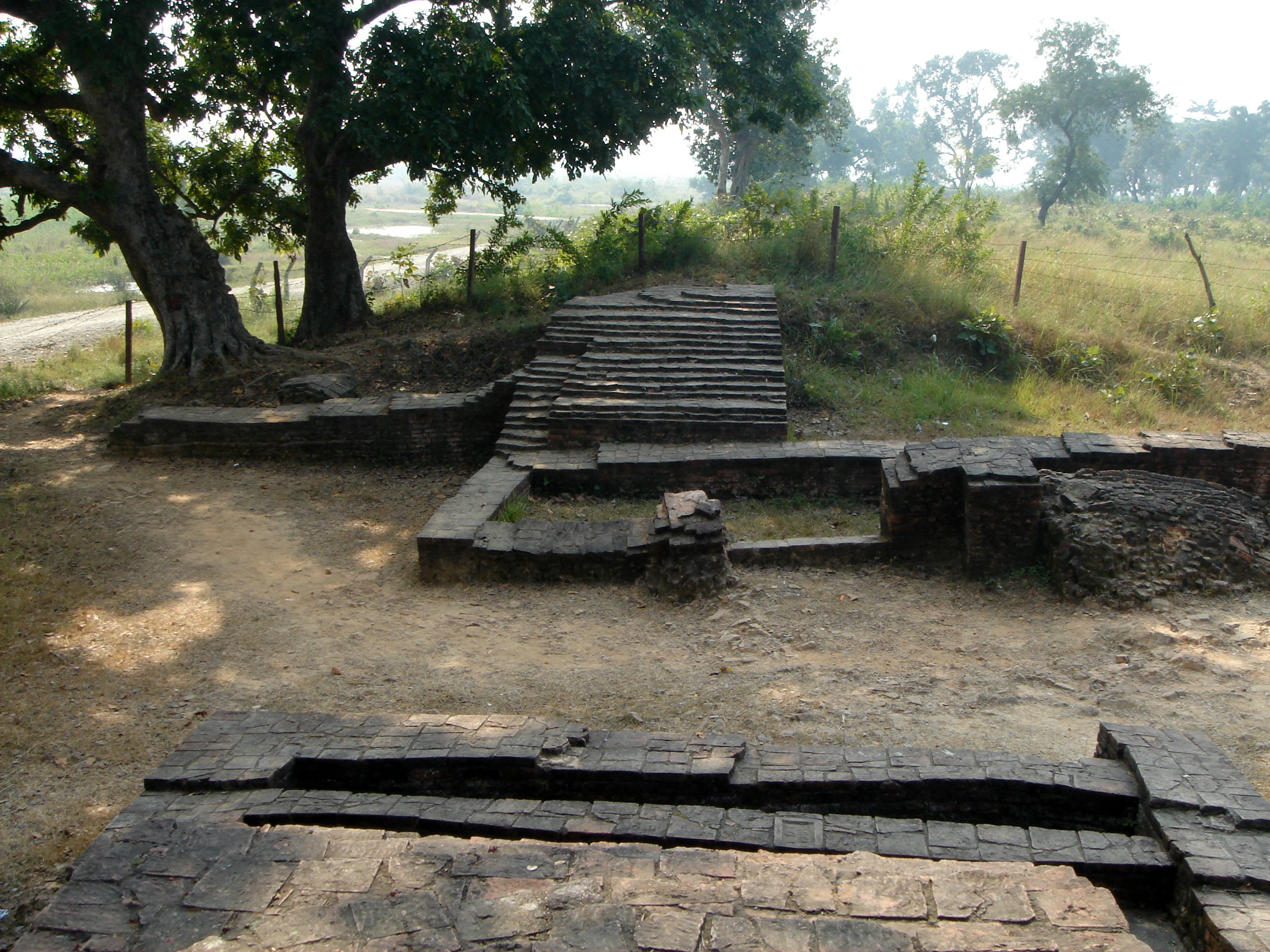
Restes de la porta est de Kapilavastu, Nepal.
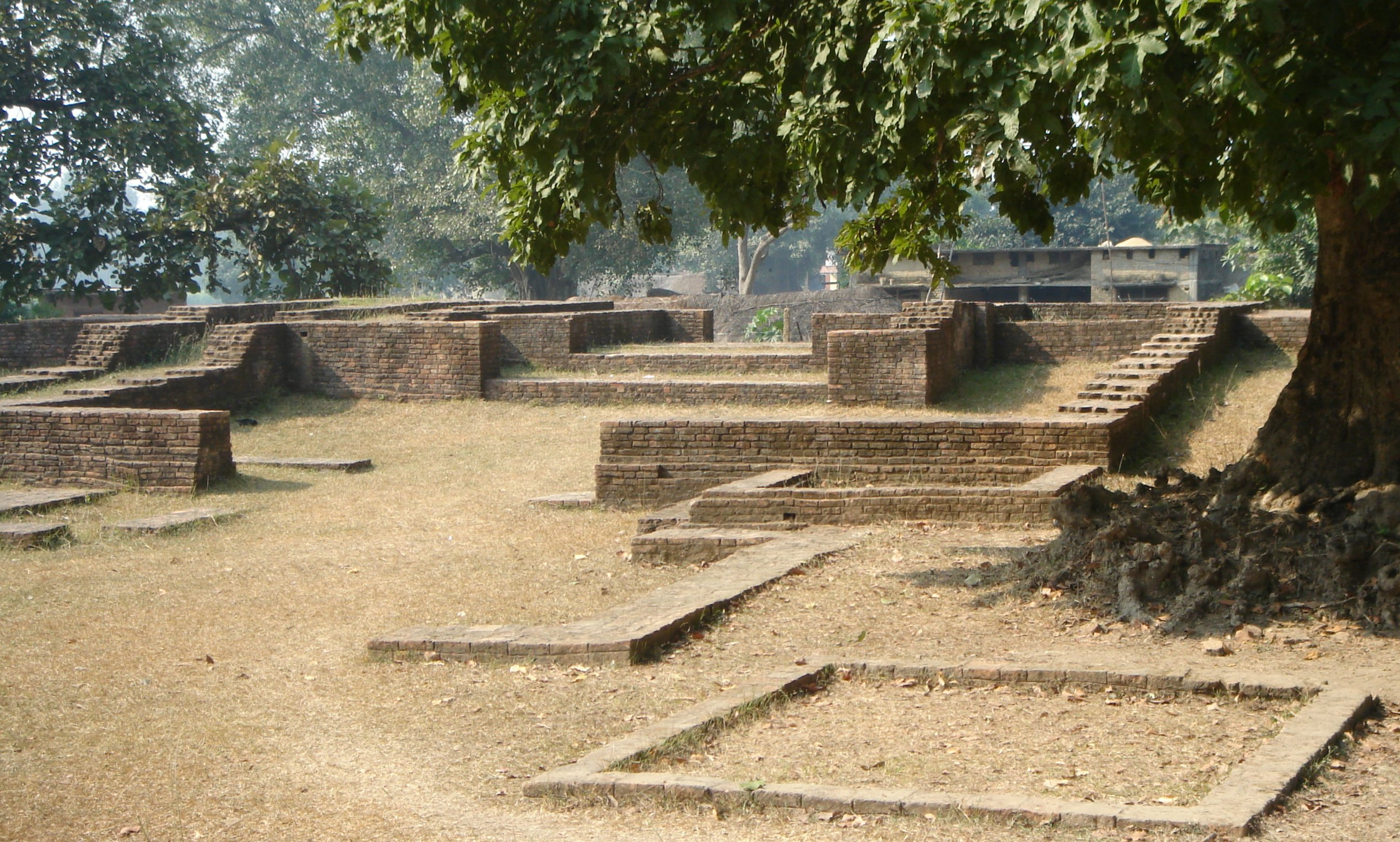
Restes de la porta oest de Kapilavastu, Nepal.